# 桃太郎電鉄HAPPY
桃太郎電鉄HAPPY（ももたろうでんてつハッピー）は、ハドソンが1996年12月6日に発売したスーパーファミコン用ボードゲーム。桃太郎電鉄シリーズの第6作で、スーパーファミコンでは本シリーズ最後の作品でもある。

## 概要
スーパーファミコンでは最後の作品となった今作は、この時点での桃太郎電鉄シリーズの集大成であるともいえる。本作では、ロムカセットの容量が前作『DX』の1.5倍になり、SPC7110と呼ばれる特殊チップが搭載された。「ボンビラス星」「運賃改正」など後のシリーズ作品で定番となった要素が多数登場しているのも本作の特徴である。その他にもゲームバランスが一部変化しているが、ゲームの基本的なルールは『DX』と同じであり、作中のルール説明の際にも、その旨をキャスターの桃太郎が語っている。そのため、前作までに登場したイベントの多くや、ゲストボンビー「コマルン」が引き続き登場している。
さくまあきらによれば、本作のタイトルの「HAPPY」とは「ハッピーエンド」の意味が込められており、当初、桃太郎電鉄シリーズは本作で制作を終了する予定であったという。しかし、本作の発売後もシリーズは継続し、1年後の1997年12月23日に『桃太郎電鉄7』がプレイステーションで発売された。

## 前作からの変更点
- 本作からタイトルに「スーパー」が付かなくなったが、ゲームの基本ルールは『SUPER』からの内容を引き継いでいる[2]。
- 価格が1億円以上の物件は原則的に増資による収益率の上昇量が減少している。本作から収益率1%の物件が登場するようになった。
- 本作では、特定のプレイ回数に特別な状態でスタートできる「記念ゲーム」を、以降のニューゲーム時にプレイしたことのあるものから自由に選択可能となった。
  - 20回 - 沖縄駅からスタート。最初から「新潜水艦カード」を6枚所持。
  - 30回 - 最初から攻撃系カードを5枚および、「ブロックカード」を所持。
  - 40回 - 初期状態の所持金が100億円[3]。
  - 50回 - 岡山駅からスタート。最初から「オレンジカード」を6枚所持。初期のマップが「ブラックカード」を使用したときと同じ状態で開始され、その持続期間が長め。
  - 250回 - エロマンガ島からスタート。初期状態の所持金が10億円[3]。最初から「福袋カード」を所持。最初に目的地に到着したプレイヤーには、通常の到着金+10億円がもらえる。
- マップのBGMを、アレンジされた過去の作品のBGMに変更してプレイできる（「サイコロ・マーチ」は前作そのまま）。これも、開発当初は本作を最終作にする予定だったため取り入れたとのこと[4]
- 音楽スタッフとして、宮路一昭が初参加。
- 本作より、「銀河鉄道」マップのゴールまでの距離が大幅に短縮された。『DX』では28マスだったが、本作では15マスになり、以降の作品でも15-20マス程度となっている。
- キングボンビーの故郷である「ボンビラス星」が初登場する。今作のみ、ボンビラス星マップの「ある場所」を虫メガネで調べると、キングボンビーに大金を奪われる隠し要素がある。
- 本作のみ、キングボンビーの悪行「サイコロ10個振り」の被害額の計算式が変わっており、前作までと比較すると、41年目以降は抑え目になっている。
- 本作ではカプセルロボの勝率が上がった。代わりに、キングボンビーの悪行でロボットが破壊されることがある。
- 桃太郎シリーズ共通の隠し要素の「女湯」が今回は3つあり、さらには「男湯」まで登場している。全て見るための条件が異なり、「男湯」は条件が最も簡単である。
- 前作では物件の「ゲームセンター」を購入するとその駅で止まった時のみ遊べたミニゲームだが、今作では駅に止まる以外に隠し要素（裏技）で呼び出して遊ぶ事ができる。なお、前作とはミニゲームの内容が異なり、別のイベントの分も含めて2種類がある。
- 宇和島の闘牛場の臨時収入イベントが無くなった。
- 地方博覧会のイベントでは開催駅を指定するようになり、成功した時にその駅の物件を持っていれば臨時収入が入るが、失敗すると損害が出る。
- 大河ドラマのイベントが特定の駅のみとなり、物件数に応じた収入が入るようになった。
- 本作より、カレンダー画面のビジュアルが全画面で表示されるようになった。
- 本作より、目的地到着時のビジュアルが、その都市の名産品を織り込んだものになった。
- 本作より、米沢駅の位置が変更された。前作では仙台駅の左1マス、福島駅の上1マスに存在していたが、本作以降は山形駅の下1マス、福島駅の左1マスに存在。
- カードに関する仕様の変更。
  - 今作では「カード売り場」の数が減少している[5]。次作からは元に戻っている。
    - エロマンガ島駅が「カード売り場」となる。このカード売り場は、「リニアカード」などの過去のシリーズでは買うことができなかったカードが売られている。
    - 「金太郎カード」を販売しているカード売り場が少なくなった。

  - 前作までの「潜水艦カード」「ばかもん!カード」「おひるねカード」が、効果が一部変更されて「新潜水艦カード」「新ばかもんカード」「新おひるねカード」となる。
    - 「新潜水艦カード」を使用した時に「海底カード売り場」に立ち寄れることがある。「海底カード売り場」では主に希少価値の高いカードが販売されている。

  - 「運賃改正」イベントが復活。今作では、8年目以降にカードの価格が倍になる[5]。
- 全国版マップでは唯一、高知港にフェリー乗り場がある。高知港の登場は本作と、『12』西日本編マップに「浦戸港」の名で登場したのみである。
- 声優の横山智佐が夜叉姫の声で出演している。
  - タイトル画面でのタイトルコールの他、目的地ルーレットや決算の順位発表画面などの特定のシーンでボタンを押した際に「がんばってね」「ファイト!」などの短いセリフ音声が流れる。
- 今作では、最初から目的地のグループが2つに分かれている。16か所のうち6か所が、一巡するごとに入れ替わる。
- 「ワープ駅」の移動先を、自由に指定できるようになった。
- 本作と『7』ではドジラ襲撃時にミミラが同行することがあり、ドジラの近くの都市を襲って金銭被害を出す。
- モモトラマンがドジラを退治する時に、開始早々勝利または敗北することがある。
- 長野オリンピックにちなんだ物件・イベントが追加される。
- ゲーム終了時の3賞のうち「工業王」が廃止され、代わりに「水産王」が登場。

これらの変更点は、ジャンプ放送局の常連投稿戦士によって考えられたものも多い。スタッフロールに常連のペンネームが多数掲載されている。

## その他
一定の条件が重なるとゲームが進行しなくなる不具合がある。
- キングボンビーにとりつかれたプレイヤーが「ぶっとばしカード」などを使い、その拍子に他のプレイヤーが目的地へ直接到着した時、もしキングボンビーが違うプレイヤーに移らなかった場合、キングボンビーの悪行エフェクトが「目的地に到着した他のプレイヤーに襲い掛かる」ようにみえる（実際に被害を受けるのは本来キングボンビーがとりついているプレイヤー）。このとき、「サイコロを振って進む」悪行が発動すると、カメラワークに異常が発生し、ゲームが停止する。

JR西日本とタイアップした「JR西日本桃鉄HAPPYラリー」が開催され、『桃太郎電鉄ハッピーきっぷI・II』もしくは『青春18きっぷ』を購入することで参加ができた。総合優勝者はセガサターン用ソフト『桃太郎道中記』のスタッフロールにて名前がクレジットされた。
本作にはキャンペーン用の「年末桃くじ」が付属し、当選すると賞金や「キングボンビーどでか人形」などのオリジナルグッズがもらえた。当選発表は1997年（平成9年）1月15日に新宿の朝日生命ホールで行われた。

## 関連書籍
- 『ハドソン公式ガイドブック 桃太郎電鉄HAPPY』 (ISBN 4-09-102562-5)
- さくまあきら監修『桃太郎電鉄HAPPY究極本 HAPPYに勝つための30の戦略』（BESTゲーム攻略シリーズ）、ベストセラーズ、1996年12月 (ISBN 978-4584160510)